# 亞美尼亞足球總會
亞美尼亞足球總會（羅馬化：Hayastani Futboli Federats’ia，簡稱FFA）是亞美尼亞足球运动的管理机构，於1992年成立，負責管轄亞美尼亞各級別職業足球聯賽（包括亞美尼亞足球超級聯賽）、亞美尼亞盃、亞美尼亞超級盃以及各級別男女子的國家足球隊，足總總部設於首都葉里溫。

舊標誌

## 外部連結
- 亞美尼亞足球協會官方網站（页面存档备份，存于）